# Tri Tôn (huyện)
Tri Tôn là một huyện miền núi nằm ở phía tây của tỉnh An Giang, Việt Nam.

## Địa lý

### Vị trí địa lý

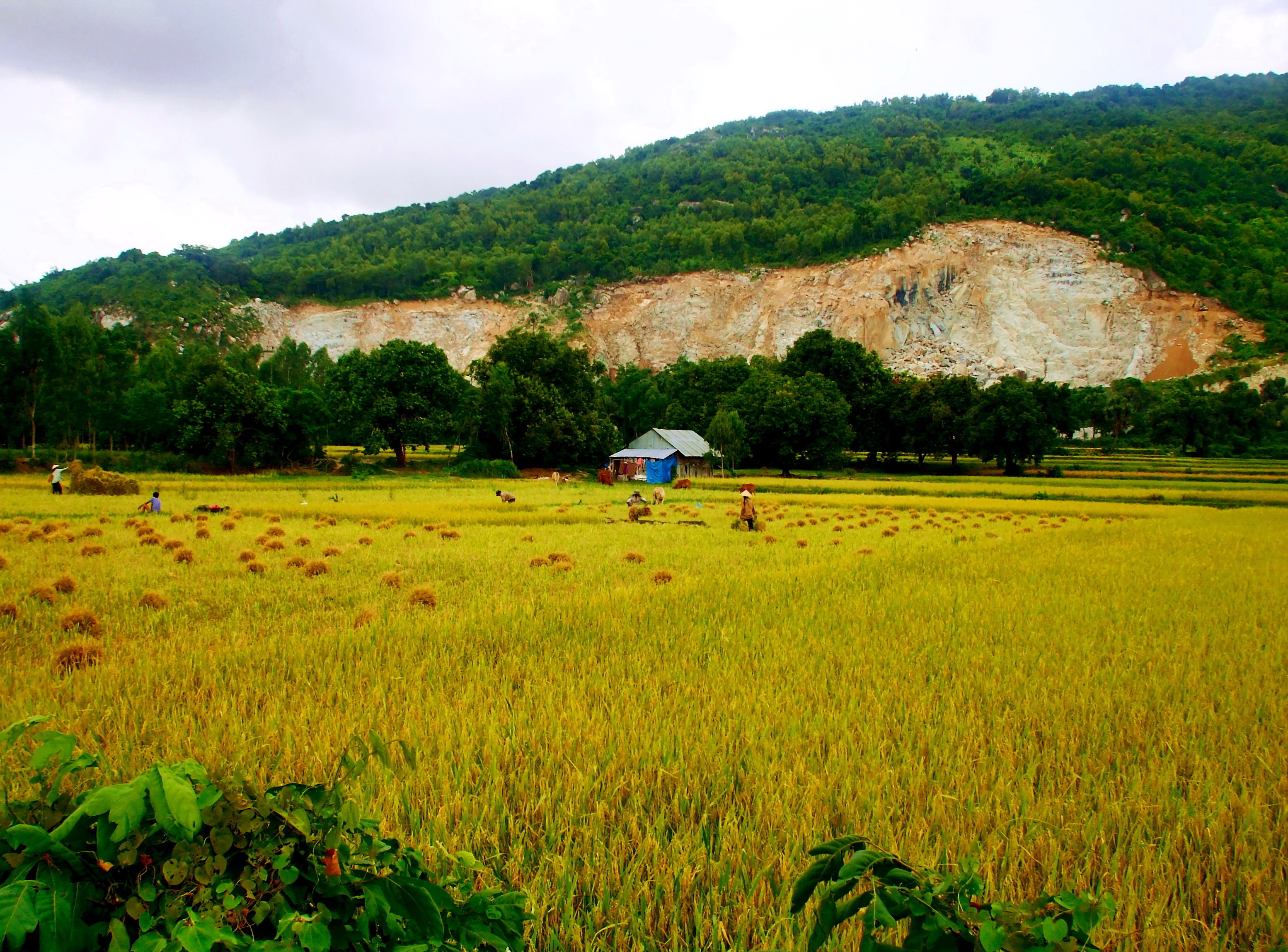
Một cánh đồng lúa chín ở xã Núi Tô

Tri Tôn là một huyện miền núi, nằm ở phía tây tỉnh An Giang và có đường biên giới với Campuchia về phía tây bắc (tại các xã Vĩnh Gia, Lạc Quới) với chiều dài 15 km và có cửa khẩu phụ Vĩnh Gia tại xã Vĩnh Gia. Vị trí địa lý của huyện Tri Tôn:
- Phía đông giáp huyện Châu Thành và huyện Thoại Sơn
- Phía đông bắc và phía bắc giáp thị xã Tịnh Biên
- Phía tây bắc giáp huyện Kiri Vong, tỉnh Takéo, Campuchia
- Phía tây và tây nam giáp huyện Giang Thành, tỉnh Kiên Giang.
- Phía nam giáp huyện Hòn Đất, tỉnh Kiên Giang.

Tri Tôn là huyện có diện tích lớn nhất và dân cư thưa thớt nhất tỉnh An Giang, cách tỉnh lỵ - thành phố Long Xuyên 52 km về phía tây, cách thành phố Hà Tiên, tỉnh Kiên Giang 83 km về phía đông, cách thành phố Châu Đốc 44 km về phía tây nam và cách Lâm Viên - Núi Cấm 7 km. Huyện lỵ là thị trấn Tri Tôn.

### Điều kiện tự nhiên
Huyện Tri Tôn có diện tích 600,2 km², dân số năm 2019 là 117.431 người, mật độ dân số đạt 196 người/km².
Huyện có các di tích lịch sử như đồi Tức Dụp, nhà mồ Ba Chúc, ... có các núi Cô Tô, núi Dài, núi Tượng, núi Nước thuộc hệ thống Bảy Núi (Thất Sơn). Ngoài ra còn có núi Nam Qui, núi Tà Pạ (còn gọi là đồi Tà Pạ).

## Hành chính

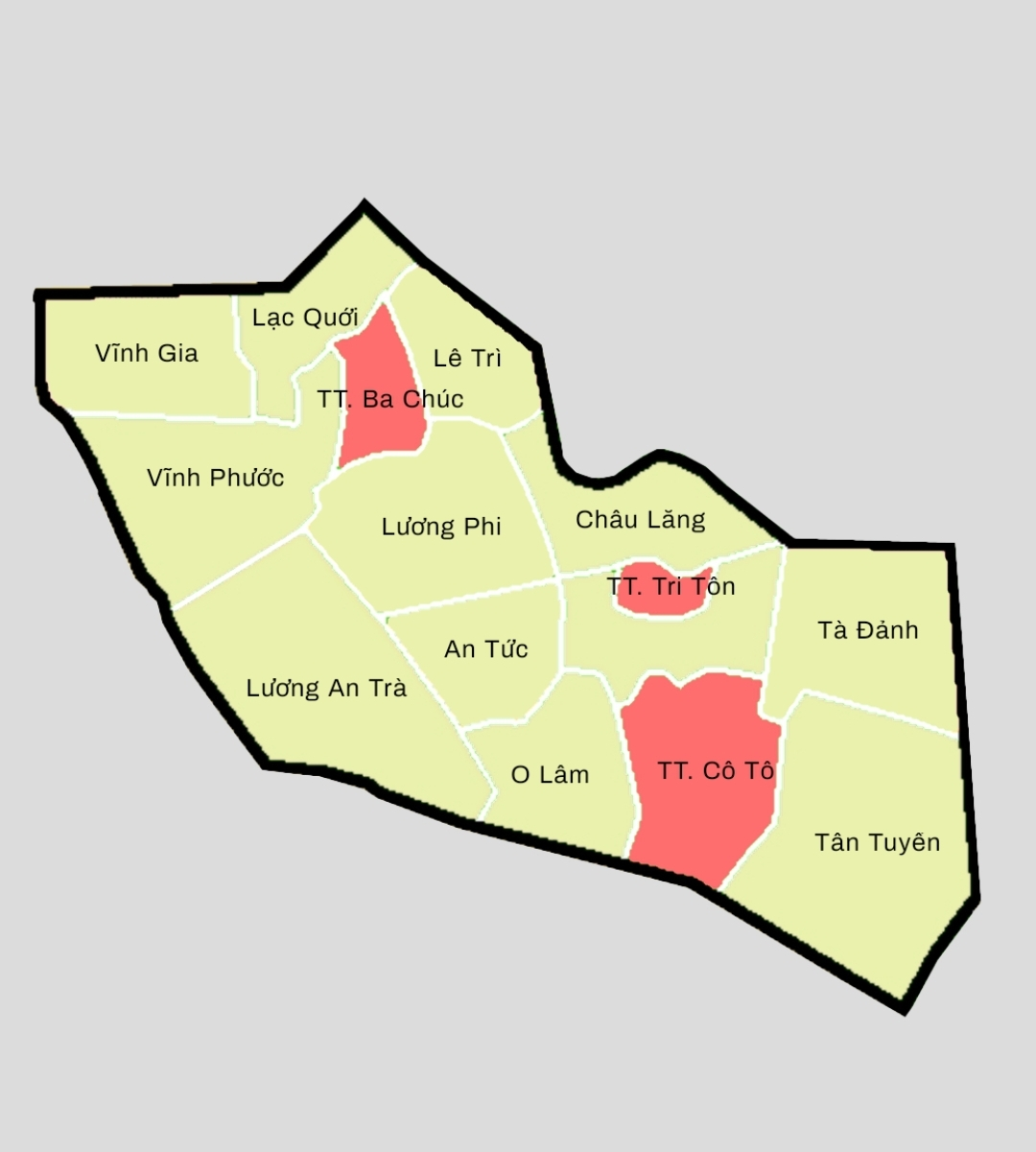
Bản đồ hành chính huyện

Huyện Tri Tôn có 15 đơn vị hành chính cấp xã trực thuộc, bao gồm 3 thị trấn: Tri Tôn (huyện lỵ), Ba Chúc, Cô Tô và 12 xã: An Tức, Châu Lăng, Lạc Quới, Lê Trì, Lương An Trà, Lương Phi, Núi Tô, Ô Lâm, Tà Đảnh, Tân Tuyến, Vĩnh Gia, Vĩnh Phước được chia thành 77 khóm - ấp.
| TT. Ba Chúc TT. Tri Tôn TT. Cô Tô X. Vĩnh Gia X. Lạc Quới X. Vĩnh Phước X. Lê Trì X. Lương An Trà X. Lương Phi X. Châu Lăng X. An Tức X. Núi Tô X. Ô Lâm X. Tà Đảnh X. Tân Tuyến TX. Tịnh Biên H. Châu Phú H. Châu Thành H. Thoại Sơn T. Kiên Giang Takéo (Cambodia) Bản đồ hành chính huyện Tri Tôn, tỉnh An Giang |

| Đơn vị hành chính cấp xã                                       | Thị trấn Tri Tôn | Thị trấn Ba Chúc | Thị trấn Cô Tô | Xã An Tức | Xã Châu Lăng | Xã Lạc Quới | Xã Lê Trì | Xã Lương An Trà | Xã Lương Phi | Xã Núi Tô | Xã Ô Lâm | Xã Tà Đảnh | Xã Tân Tuyến | Xã Vĩnh Gia | Xã Vĩnh Phước |
| -------------------------------------------------------------- | ---------------- | ---------------- | -------------- | --------- | ------------ | ----------- | --------- | --------------- | ------------ | --------- | -------- | ---------- | ------------ | ----------- | ------------- |
| Diện tích (km²)                                                | 8,17             | 19,46            | 42,33          | 27,63     | 32,57        | 24,59       | 26,69     | 88,52           | 41,15        | 32,53     | 30,74    | 50,41      | 83,36        | 38,06       | 54,04         |
| Dân số (người)                                                 | 13.723           | 13.762           | 9.574          | 5.702     | 12.564       | 3.677       | 5.124     | 7.579           | 8.451        | 8.049     | 10.372   | 6.542      | 5.284        | 5.261       | 1.767         |
| Mật độ dân số (người/km²)                                      | 1.680            | 707              | 226            | 206       | 386          | 150         | 192       | 86              | 205          | 247       | 337      | 130        | 63           | 138         | 33            |
| Số đơn vị hành chính                                           | 6 khóm           | 7 khóm           | 6 khóm         | 4 ấp      | 9 ấp         | 4 ấp        | 3 ấp      | 5 ấp            | 8 ấp         | 4 ấp      | 6 ấp     | 4 ấp       | 4 ấp         | 4 ấp        | 3 ấp          |
| Nguồn: Kết quả điều tra dân số và nhà ở tỉnh An Giang 1/4/2019 |                  |                  |                |           |              |             |           |                 |              |           |          |            |              |             |               |

## Lịch sử
Năm 1839, vùng đất huyện Tri Tôn ngày nay thuộc huyện Hà Dương, phủ Tĩnh Biên, tỉnh Hà Tiên.
Năm 1842, phủ Tĩnh Biên chuyển sang thuộc tỉnh An Giang. Năm 1850, vùng đất này thuộc huyện Hà Dương, phủ Tuy Biên, tỉnh An Giang.
Năm 1876, địa bàn huyện Tri Tôn thuộc hạt Châu Đốc. Đến năm 1889 trở thành quận Tri Tôn thuộc tỉnh Châu Đốc gồm 3  tổng trực thuộc.
Sau Cách mạng tháng 8 năm 1945, quận Tri Tôn thuộc tỉnh Châu Đốc.
Năm 1948, huyện Tri Tôn thuộc tỉnh Long Châu Hậu, sau đó thuộc tỉnh Long Châu Hà.
Tháng 7 năm 1951, Huyện Tri Tôn bị giải thể, sáp nhập vào huyện Tịnh Biên. Đến tháng 10 năm 1954 lại tách thành hai huyện như cũ, Tri Tôn thuộc về tỉnh Châu Đốc.
Năm 1957, quận Tri Tôn thuộc tỉnh An Giang, gồm 3 tổng với 15 xã là: Tri Tôn, An Tức, Nam Quy, Cô Tô, Ô Lâm (tổng Thành Lễ); Tà Đảnh, Thuyết Nạp, Trác Quan, Tú Tề, Văn Giáo, Vĩnh Trung, Yên Cư (tổng Thành Ý); Châu Lăng, Lê Trì, Lương Phi (tổng Thành Ngãi).
Năm 1960, chính quyền Việt Nam Cộng hòa giải thể 6 xã để thành lập mới 3 xã: An Cư (sáp nhập từ 2 xã Thuyết Nạp, Yên Cư), An Hảo (sáp nhập từ 2 xã Tà Đảnh, Trác Quan) và An Lạc (hợp nhất 2 xã Châu Lăng, Nam Quy).
Năm 1964, quận Tri Tôn thuộc tỉnh Châu Đốc (Việt Nam Cộng Hòa), gồm 12 xã trực thuộc là: Tri Tôn (quận lị), An Cư, An Hảo, An Lạc, An Tức, Cô Tô, Lê Trì, Lương Phi, Ô Lâm, Tú Tề, Văn Giáo, Vĩnh Trung.
Về phía chính quyền cách mạng, năm1971, Tri Tôn là một huyện thuộc tỉnh Châu Hà, sau đó thuộc tỉnh Long Châu Hà.
Sau năm 1975, Tri Tôn là một huyện thuộc tỉnh An Giang.
Ngày 11 tháng 3 năm 1977, Hội đồng Chính phủ ban hành Quyết định số 56-CP về việc hợp nhất huyện Tri Tôn và huyện Tịnh Biên thành huyện Bảy Núi.
Ngày 25 tháng 4 năm 1979, Hội đồng Chính phủ ban hành Quyết định số 181-CP điều chỉnh địa giới và đổi tên một số xã và thị trấn thuộc huyện Bảy Núi thuộc tỉnh An Giang, theo đó:
- Ngày 11 tháng 3 năm 1977, Hội đồng Chính phủ ban hành Quyết định 56-CP[7], thành lập huyện Bảy Núi trên cơ sở nhập toàn bộ diện tích và dân số của 2 huyện Tri Tôn và Tịnh Biên. Sau khi thành lập, huyện Bảy Núi có 21 xã: An Cư, An Nông, An Phú, An Tức, Ba Chúc, Châu Lăng, Cô Tô, Lạc Qưới, Lê Trì, Lương Phi, Nhơn Hưng, Ô Lâm, Tà Đảnh, Thới Sơn, Trác Quan, Tri Tôn, Tú Tề, Văn Giáo, Vĩnh Gia, Vĩnh Trung, Xuân Tô. Trụ sở huyện lỵ đặt tại xã Tri Tôn.  Ngày 25 tháng 4 năm 1979, Hội đồng Chính phủ ban hành Quyết định 181-CP[8], điều chỉnh địa giới và đổi tên một số xã và thị trấn huyện Bảy Núi thuộc tỉnh An Giang:
  - Giải thể 2 xã Tà Đảnh, Tú Tề để thành lập thị trấn Chi Lăng và 3 xã Tân Lập, Tân Lợi, Tân Cương.
  - Chia xã Cô Tô thành 2 đơn vị hành chính: xã Cô Tô và xã Tân Tuyến.
  - Chia xã Tri Tôn thành 2 đơn vị hành chính: thị trấn Bảy Núi (thị trấn huyện lỵ huyện Bảy Núi) và xã Núi Tô.
  - Đổi tên xã Ô Lâm thành xã An Phước
  - Đổi tên xã An Tức thành xã An Ninh
  - Đổi tên xã Châu Lăng thành xã An Lạc
  - Đổi tên xã Lê Trì thành xã An Lập
  - Đổi tên xã Lương Phi thành xã An Thành
  - Đổi tên xã Trác Quan thành xã An Hảo
  - Đổi tên xã Văn Giáo thành xã Thới Thuận.  Ngày 23 tháng 8 năm 1979, Hội đồng Bộ trưởng ban hành Quyết định 300-CP . Theo đó, tái lập huyện Tri Tôn trên cơ sở điều chỉnh một phần diện tích và dân số của huyện Bảy Núi vừa giải thể. Tri Tôn là một huyện của tỉnh An Giang. Đồng thời, đổi tên thị trấn Bảy Núi thành thị trấn Tri Tôn.
- Ranh giới giữa hai huyện Tri Tôn và Tịnh Biên quy định như sau: Bắt đầu từ cột mốc số 115 (biên giới với Cam-pu-chia) thẳng hướng đông nam đến trụ đá số 1 trên lộ Lê Trì - Tịnh Biên (cách ngã ba Sóc Tức 150 mét) rồi quẹo xuống phía nam song song với lộ Tịnh Biên – Tri Tôn theo đường mòn về phía đông ven chân núi Nam Quy vòng lên phía bắc đi thẳng đến ngã tư Kinh Tri Tôn - Mạc Cần Dưng (cầu sắt số 13) theo giữa lòng kinh đến giáp ranh huyện Châu Thành (cầu sắt số 10).

Huyện Tri Tôn gồm thị trấn Tri Tôn (huyện lỵ) và 12 xã: An Lạc, An Lập, An Ninh, An Phước, An Thành, Ba Chúc, Cô Tô, Lạc Quới, Núi Tô, Tân Cương, Tân Tuyến, Vĩnh Gia.
Địa bàn 2 huyện: Tịnh Biên và Tri Tôn (sau khi được tái lập) khác hẳn với trước năm 1977.
Ngày 28 tháng 10 năm 1993, các xã An Phước, An Ninh, An Lạc, An Lập, Tân Cương, An Thành đổi lại thành các xã như trước năm 1979.
Ngày 7 tháng 10 năm 1995, Chính phủ ban hành Nghị định 60/NĐ-CP thành lập xã Lương An Trà trên cơ sở điều chỉnh một phần 3 xã: An Tức, Lương Phi, Ô Lâm. Xã Lương An Trà có diện tích 8.903 ha, dân số 5.579 người.
Ngày 17 tháng 10 năm 2003, Chính phủ ban hành Nghị định 119/2003/NĐ-CP, chia xã Ba Chúc thành 2 đơn vị hành chính: thị trấn Ba Chúc và xã Vĩnh Phước.
Ngày 9 tháng 12 năm 2020, Ủy ban Thường vụ Quốc hội ban hành Nghị quyết 1107/NQ-UBTVQH14. Chuyển xã Cô Tô thành thị trấn Cô Tô. Từ đó, huyện Tri Tôn có 3 thị trấn và 12 xã trực thuộc như hiện nay.
Ngày 29 tháng 4 năm 2022, Bộ Xây dựng ban hành Quyết định số 353/QĐ-BXD về việc công nhận thị trấn Tri Tôn mở rộng (bao gồm thị trấn Tri Tôn và hai xã Châu Lăng, Núi Tô) là đô thị loại IV.
Sau giải phóng, chiến tranh biên giới Tây Nam do chế độ độc tài diệt chủng Pol Pot Campuchia gây ra đã làm Tri Tôn tổn thất to lớn về người và của mà di tích nhà mồ Ba Chúc là một minh chứng.
Hiện nay, huyện đang phát triển các vùng chuyên canh hoa màu, chế biến nông sản, khai thác đá và các thế mạnh về tài nguyên thiên nhiên khác. Đời sống tinh thần của đồng bào rất phong phú với các hoạt động văn hoá lễ hội như Chol Chnam Thmay, Piat Bôdia, Chol Casa, Dolta... Với những tiềm năng đó, Tri Tôn có nhiều cơ hội phát triển bền vững.

## Văn hóa

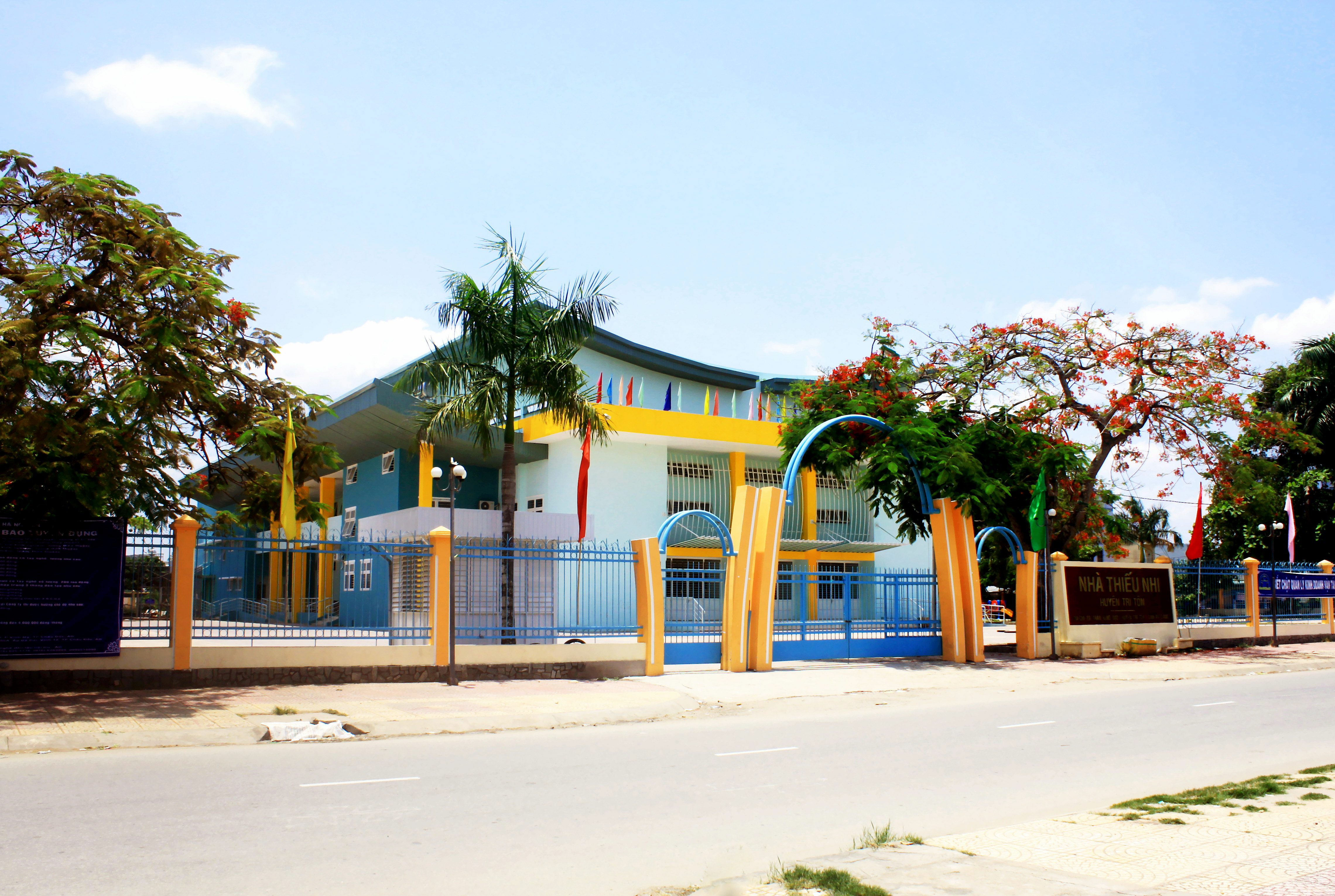
Nhà thiếu nhi huyện Tri Tôn

- Lễ hội đua bò Bảy Núi: được luân phiên tổ chức hàng năm giữa hai huyện Tri Tôn và Tịnh Biên ngay vào thời điểm tết Đôn Ta của người Khmer tức khoảng tháng 8-9 âm lịch và đua tranh trong một ngày. Đây là một lễ hội mang đặc thù tính nông nghiệp diễn ra trên đồng ruộng sau khi đã gặt hái một mùa lúa bội thu. Hàng năm kéo trên 20 ngàn người đến xem và cổ vũ.
- Tết Chol Chnam Thmay: đây là lễ tết vào năm mới của người Khmer (lễ chịu tuổi). Lễ nhằm vào đầu tháng Chét theo Phật lịch phái nguyên thủy Therevada - tức Phật giáo được tiếp thu nguyên thủy từ Phật thích ca xưa tu hành và đạt đạo (Phật giáo của người Kinh đa số theo phái Mahayana, vốn đã được cải biên và ảnh hưởng văn hóa Trung Quốc). Đây là thời gian mùa màng đã gặt xong, rảnh rang tha hồ vui chơi giải trí. Người Khmer đón năm mới với ý nghĩa cũng như bao dân tộc khác.
- Lễ cúng trăng - Lễ hội Ok om bok: lễ cúng Trăng là một tục lễ độc đáo của đồng bào Khmer Krom (tên gọi của người dân Campuchia gọi đồng bào Khmer ở vùng đất Chân Lạp xưa bị nhà Nguyễn xâm chiếm). Trong quan niệm của người Khmer thì Mặt Trăng là vị thần bảo vệ mùa màng, bảo vệ tôm cá và giúp con người sống hạnh phúc ấm no. Lễ cúng Trăng thường được tổ chức vào ngày rằm tháng 10 (Âm lịch) để tạ ơn thần Mặt Trăng vào đêm rằm, trước khi trăng sáng, mọi người sửa soạn các mâm cỗ ở sân nhà hoặc sân chùa. Cỗ cúng Trăng gồm có cốm, chuối chín, dừa tươi gọt vỏ, sắn,... Người ta làm lễ cúng Trăng khi Trăng đã toản sáng. Cùng với lễ cúng người ta thả những chiếc đèn giấy lên trời và thả những chiếc bè chuối có bày lễ vật trôi theo kênh rạch. Trong ngày cúng trăng người Khmer tổ chức nhiều trò vui.

## Giao thông
Tính đến năm 2019, mạng lưới giao thông của huyện Tri Tôn về căn bản đã được nâng cấp khá tốt.
1. Đoạn QL N2, đi từ chân cầu Cây Me (thị trấn Tri Tôn), dọc theo kênh Tám Ngàn thông với QL 80 tại cầu Tám Ngàn (huyện Hòn Đất, tỉnh Kiên Giang) với tổng chiều dài 31 km;
2. Đoạn QL N1 đi qua huyện Tri Tôn (dọc theo kênh Vĩnh Tế), dài 15 km;
3. Đoạn ĐT 941 đi qua huyện Tri Tôn từ cầu số 10 (xã Tà Đảnh) đến trung tâm thị trấn Tri Tôn với chiều dài 12,7 km, là trục đường chính và là tuyến đường ngắn nhất đi từ thành phố Long Xuyên về huyện Tri Tôn (toàn tuyến ĐT 941 dài 39 km)
4. Đoạn ĐT 943 đi qua huyện Tri Tôn từ xã Tân Tuyến đến thị trấn Cô Tô, kết thúc tại điểm giao với ĐT 948 có chiều dài 12,5 km (toàn tuyến ĐT 943 dài 56,5 km)
5. Đoạn ĐT 948 đi qua huyện Tri Tôn từ thị trấn Cô Tô đến xã Châu Lăng dài khoảng 12 km, là tuyến đường đến KDL Núi Cấm, phường Chi Lăng, phường Nhà Bàng (thị xã Tịnh Biên), được xem là trục đường xuyên vùng Thất Sơn (toàn tuyến ĐT 948 dài 31,1 km).
6. Tuyến ĐT 955B nối thị trấn Tri Tôn và thị trấn Ba Chúc (nối tuyến QL N1 và TL 948), chiều dài 24 km.
7. Tuyến ĐT 15 vòng quanh sườn tây núi Cô Tô và núi Tô, chiều dài 16 km, kéo dài từ Bưu điện huyện Tri Tôn (thị trấn Tri Tôn) đến trước trường THPT Cô Tô (thị trấn Cô Tô). Đây là tuyến đường đi qua đồi Tức Dịp (km +9)
Ngoài ra cò nhiều tuyến liên xã, liên huyện và liên tỉnh đang được nâng cấp

## Di tích - Thắng cảnh
1. Chùa Svay-ton (Xvayton): 

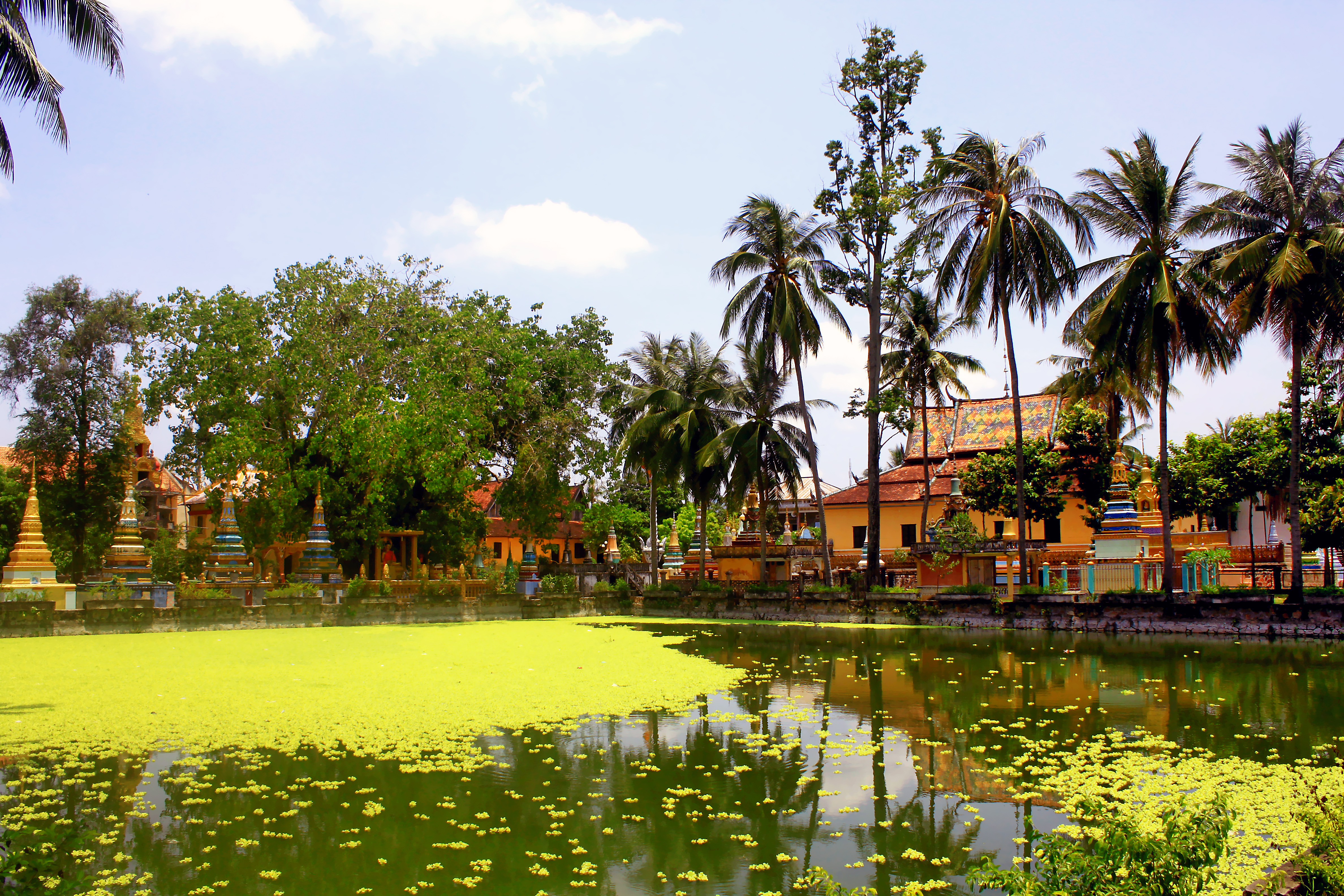
Chùa Xvayton ở thị trấn Tri Tôn

Địa danh Tri Tôn được xuất phát từ ngôi chùa Khmer này. Theo lời kể dân gian ngày xưa nơi đây ít người sinh sống, trên những ngọn cây cao có rất nhiều khỉ thường xuống đất níu kéo người. Nên khi xây chùa người dân đã đặt cho ngôi chùa tên là Xvayton (Xvay: Khỉ; Ton: đeo, níu kéo) sau này nói chạy là Xà Tón và nay là Tri Tôn. Ngôi chùa đã có lịch sử trên 200 năm, nằm ngay trung tâm của thị trấn Tri Tôn, trong chùa còn lưu giữ được bộ kinh Slấc-rích (kinh viết trên lá thốt nốt khô) rất có giá trị về văn hóa lịch sử của người Khmer.
2. Đồi Tức Dụp: 
Là một ngọn núi nhỏ của núi Cô Tô (Phụng Hoàng Sơn) thuộc xã An Tức. Tức Dụp có độ cao 216 m, diện tích trên 2 km² cấu trúc khá độc đáo rất nhiều hang sâu, động lớn và chằn chịt. Là khu căn cứ địa cách mạng, người Mỹ đã bỏ ra 2 triệu đô la để đổi lấy thất bại với ngọn đồi này. 
Hiện nay xung quanh khu vực dưới chân đồi đã xây dựng thành khu du lịch và giải trí khá rộng lớn. Các hang động được thiết kế đường đi kiên cố dễ dàng tham quan chiến trường xưa. Đặc biệt có khu giải trí bắn súng thật. (Tức Dụp đúng ra là Tức Chôp: Nước chảy như có phép màu).
3. Nhà mồ Ba Chúc:
Cách thị trấn Tri Tôn khoảng 17 km về phía tây nam, Khu chứng tích được xây dựng nhằm tưởng nhớ 3157 người dân Ba Chúc bị Pol Pot (Khmer Đỏ) thảm sát, giết hại một cách tàn nhẫn dã man trong 11 ngày đêm vào năm 1978. Nhà mồ còn đang lưu giữ 1159 bộ xương cốt trong tủ kính. Xung quanh nhà mồ có Chùa Tam Bửu (tổ đình của đạo Tứ Ân Hiếu Nghĩa) và Chùa Phi Lai (nơi vẫn còn để lại những vết máu trong cuộc thảm sát của Pol Pot)
4. Hồ Soài So:
Nằm ngay dưới chân núi Cô Tô cách trung tâm huyện chưa đầy 2 km (lúc trước còn gọi là Suối Vàng) đây cũng là đường đi chính lên núi. Một nơi khá mát mẻ, yên tĩnh được thiên nhiên ban tặng. Do hồ nằm cạnh núi nên có thể leo núi thưởng ngoạn phong cảnh hoang sơ đắm mình với những con suối chảy trong xanh mát lạnh. Men theo chuyền núi là những ngôi chùa, ngôi miếu có thể nghỉ ngơi để chinh phục độ cao mới. Ở khu vực giữa núi có một nơi người dân gọi là Sân Tiên (bàn chân Tiên) theo tương truyền ngày xưa có một vị tiên đã in dấu gót giày xuống đây (dấu gót giày khoảng 5-6 gan tay). Xung quanh khu vực sân Tiên còn có bàn cờ và hầm chén.
5. Hồ Tà Pạ:
Khoảng 8 năm trở lại đây thì có 1 hồ nước xuất hiện ngay tại núi Chưn Num (Tà Pạ) rất trong xanh và mát lành đó chính là Hồ Tà Pạ. Nó là dấu vết còn xót lại của khu vực khai thác đất đá đã bị cấm của một vài công ty khai thác trước đây. Chẳng phải mất bao lâu khi đi lên "hồ trên núi" từ chợ Tri Tôn bạn đi hết đường Nguyễn Trãi khoảng 1 km, đến cổng Chùa Chưn Num của người Khmer, bạn lên núi khoảng 200m đó là ngã ba có bức tượng chỉ đường, nếu đi theo các bức tượng chỉ đường bạn sẽ lên Chùa Chưn Num, lên đây bạn được ngắm toàn bộ thị trấn Tri Tôn ở độ cao khoảng 50m tại tháp phật Thích Ca vừa mới xây xong theo kiến trúc của người Khmer rất đẹp. Còn nếu bạn đi thẳng theo chỉ đường của bức tượng thứ nhất bạn sẽ đến ngã ba, bên phải là trạm phát thanh truyền hình, bên trái chính là đường đi đến Hồ Tà Pạ. Một cánh đồng to lớn và một Núi Tô hùng vĩ trước mắt bạn, phong cảnh nên thơ hữu tình và một bên là hồ Tà Pạ trong xanh, hãy đem theo máy ảnh chụp cho mình những bức ảnh kỉ niệm gần gũi với thiên nhiên lưu lại những dấu ấn của miền núi Tri Tôn trong chuyến hành trình.
6. Ô Tà Sóc – núi Dài xã Lương Phi:
Ô Tà Sóc, theo tên gọi của người dân tộc Khmer. Tức là suối Ông Sóc, nằm trên triền cao của núi Dài (Ngọa Long Sơn), nay thuộc ấp Ô Tà Sóc xã Lương Phi, huyện Tri Tôn, tỉnh An Giang. Ô Tà Sóc là căn cứ vững chắc của cách mạng, nơi Tỉnh ủy An Giang trú đóng từ năm 1962 đến năm 1967, sau đó Tỉnh ủy Châu Hà cũng có thời gian đóng nơi đây. Sau đây là những nét khái quát tiêu biểu về lịch sử hình thành và phát triển của căn cứ Ô Tà Sóc.
Từ cuối năm 1959, các cơ quan của Tỉnh ủy ở Thường Phước (Hồng Ngự) dời về Núi Tô (Tri Tôn) để trực tiếp chỉ đạo phong trào đồng khởi ở An Giang. Năm 1960 căn cứ Tỉnh ủy dời qua Tức Dụp, cuối năm 1961 dời xuống đồng tràm Hà Tiên, mùa khô năm 1962 dời về Núi Dài lớn (tại Giếng Nồi phía trên Ô Cạn). Cuối năm 1962 căn cứ Tỉnh uỷ chính thức chuyển về Ô Tà Sóc (xã Lương Phi, huyện Tri Tôn). Tại đây một tuyến phòng thủ mạnh được xây dựng bằng những hàng rào bãi chông, trái nổ cùng lòng can đảm của cán bộ, chiến sĩ dựa vào địa hình hiểm trở của núi rừng để bám trụ chiến đấu.
Tỉnh ủy đã chọn địa điểm làm văn phòng rất kiên cố và ổn định ở một hang sâu rộng rãi với tên gọi dân gian là Điện trời gầm. Rãi rác quanh văn phòng là các ban ngành chức năng giúp việc cho Tỉnh ủy như Ban Tuyên huấn, Ban tổ chức, Ban Thông tin - cơ yếu, Ban binh vận, Ban An ninh, đội Hỏa tốc,... và các cơ quan khác ở Núi Dài bên phía Lê Trì, Ba Chúc như Tỉnh đội, Ủy ban Mặt trận Dân tộc giải phóng tỉnh, ban giao lưu. Để bảo vệ an toàn căn cứ, Ban An ninh tổ chức ba chốt bảo vệ: một chốt ở chân Núi Dài, một chốt tại văn phòng Tỉnh ủy và một điểm cao phía trên văn phòng Tỉnh ủy để quan sát rộng và đảm bảo an toàn khu vực.
Bên cạnh các cơ quan Tỉnh ủy, suốt cuộc kháng chiến chống Mỹ Ô Tà Sóc còn là căn cứ của nhiều đơn vị của huyện Tri Tôn, Tịnh Biên. Đặc biệt từ năm 1969 nơi đây cò là địa điểm dừng chân và hợp đồng chiến đấu của các Trung đoàn chủ lực từ niềm Đông chi viện vào các tỉnh niềm Tây Nam Bộ. Từ năm 1968 đến năm 1971 Ô Tà Sóc là căn cứ của phân ban Tỉnh ủy An Giang do đồng chí Vũ Hồng Đức (Mười Đức) Phó bí thư Tỉnh ủy, Chủ tịch Ủy ban Nhân dân cánh mạng tỉnh An Giang phụ trách. Cũng có lúc Tỉnh ủy Châu Hà và Long Châu Hà (1972-1975) cũng lấy Ô Tà Sóc – Núi Dài làm căn cứ. 
Từ Ô Tà Sóc, thường trực Tỉnh ủy chỉ đạo các đơn vị địa phương trong toàn tỉnh tích cực tiến công tiêu hao, tiêu diệt địch; phát động quần chúng nổi dậy diệt ác ôn, phá ấp chiến lược, khu gom dân; đẩy mạnh phong trào đấu tranh chính trị ở các thị xã, thị trấn đấu tranh đòi các quyền dân sinh dân chủ; chống Mỹ Ngụy càn quét, bắn giết dân lành ... Thực hiện chỉ đạo của Tỉnh ủy các đia phương trong tỉnh đều lên kế hoạch xây dựng xã – ấp chiến đấu, kết hợp phong trào chính trị của quần chúng đồng loạt nổi dậy chống Ngụy quyền, phá ấp chiến lược, ấp tân sinh. Lực lượng vũ trang triển khai lực lượng tổ chức nhiều trận chống càn, dồn dập đánh đồn diệt địch, góp phần đánh bại chiến lược chiến tranh đặc biệt và chiến tranh cục bộ của Mỹ ngụy.
7.Hồ Soài Chés:
Một hồ nước thủy lợi, mới hoàn thành xong năm 2016. Với dung tích chứa 293.000m3, hồ Soài Check ở ấp Tô Thuận, xã Núi Tô, huyện Tri Tôn, An Giang vừa đảm bảo cung cấp nguồn nước sinh hoạt cho nhân dân trong vùng, vừa phục vụ sản xuất và bảo vệ rừng phòng hộ trong lưu vực 2,26 km².
Đi vào hồ bằng con đường mới dưới chân đồi Tà Pạ.
- Vừa ra cổng chùa Tà Pạ, chạy xuống núi có ngã tư Tà Pạ, bạn quẹo phải chạy khoảng 500m sẽ thấy một con đường nhựa bên phía tay phải dưới chân đồi Tà Pạ.
- Chạy hết con đường nhựa này sẽ đến Hồ Soài Chek. 
Đường rộng rãi dễ đi, một bên là sườn đồi Tà Pạ, một bên là đồng lúa dưới chân núi Cô Tô.
Tại hồ bạn thoả thích chụp ảnh và ngắm hoàng hôn.

## Đặc sản
Cháo bò nặn trái chúc (một thứ trái giống như trái chanh nhưng vỏ xù xì, được trồng ở miền núi này), bò xào lá vang, bánh bò được làm từ trái thốt nốt, khô bò, gà hấp lá chúc, canh sam-lo,...là những món ăn ngon của người dân Khmer bản địa lâu đời.

## Hình ảnh

Đường phố thị trấn Tri Tôn
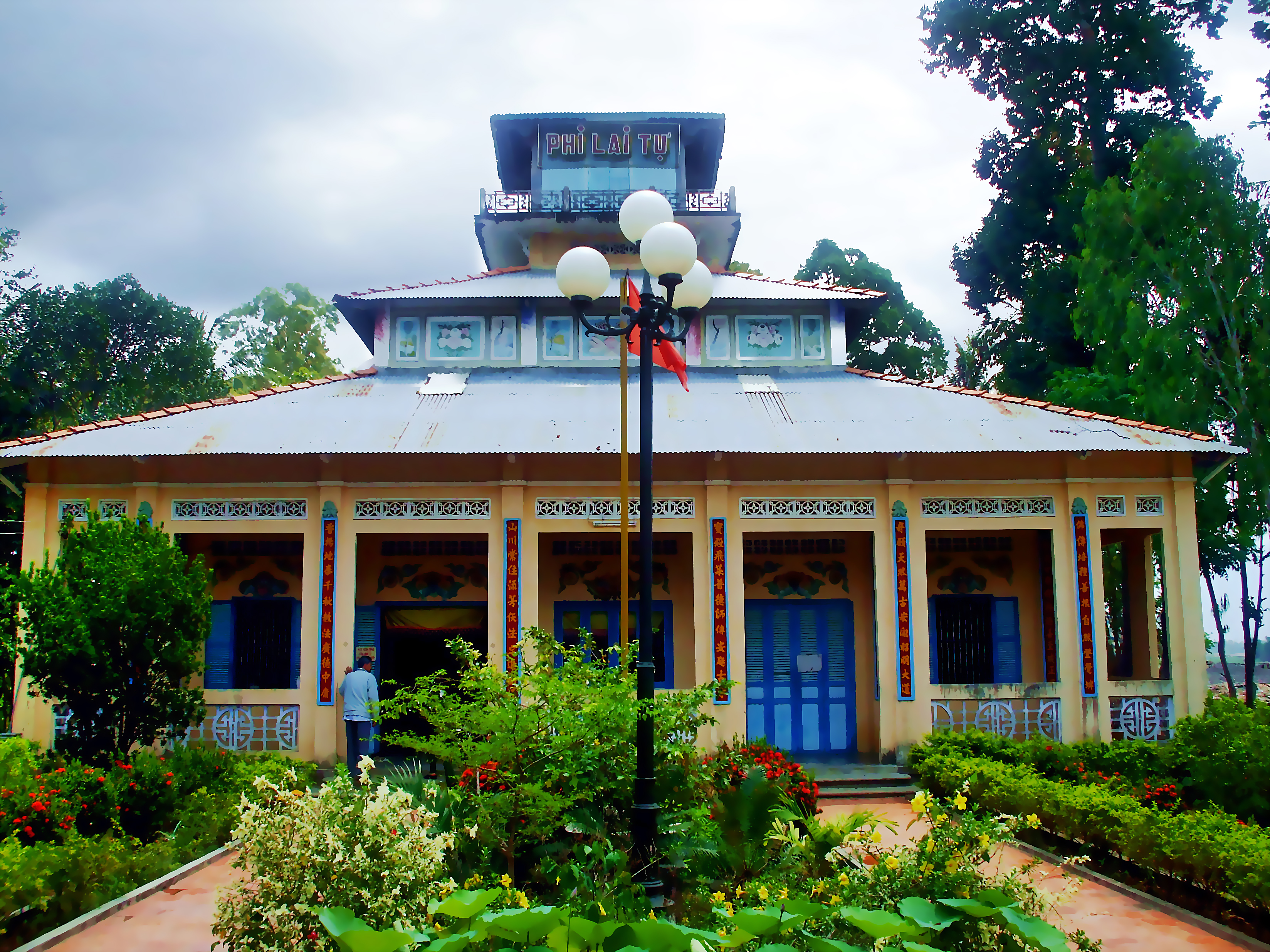
Chùa Phi Lai ở thị trấn Ba Chúc.
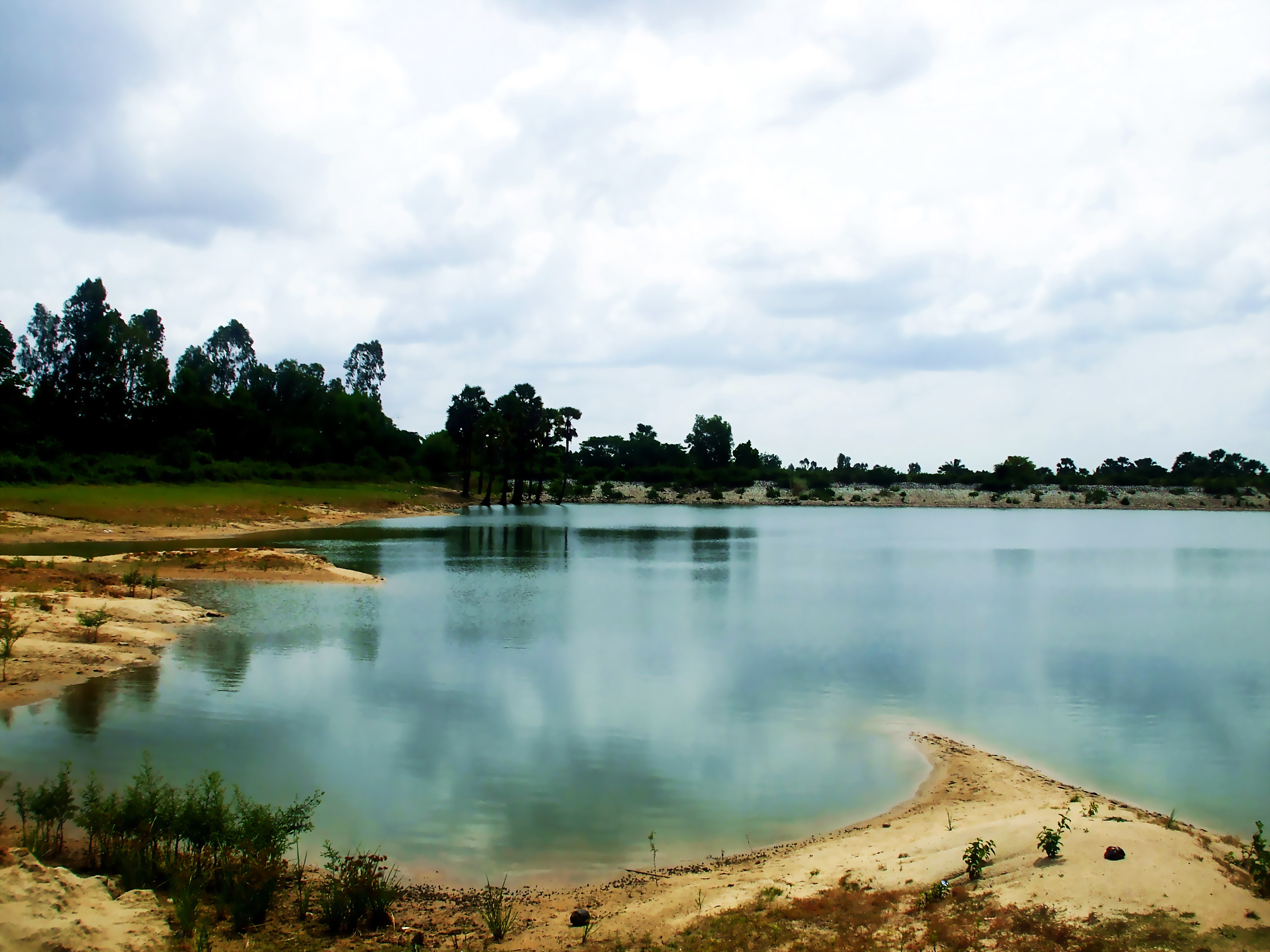
Hồ Soài So thuộc xã Núi Tô.
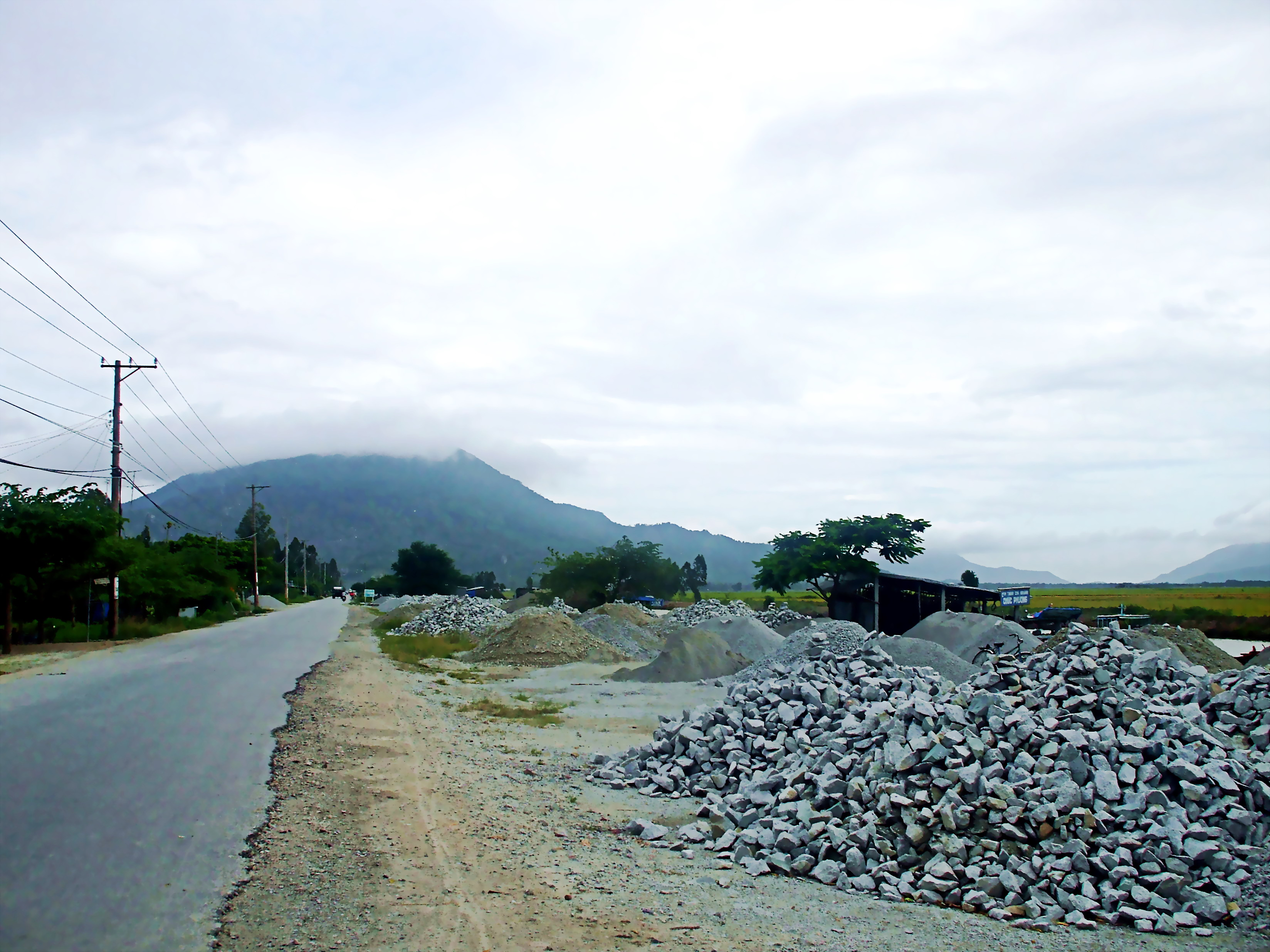
Đá khai thác ở núi Cô Tô.
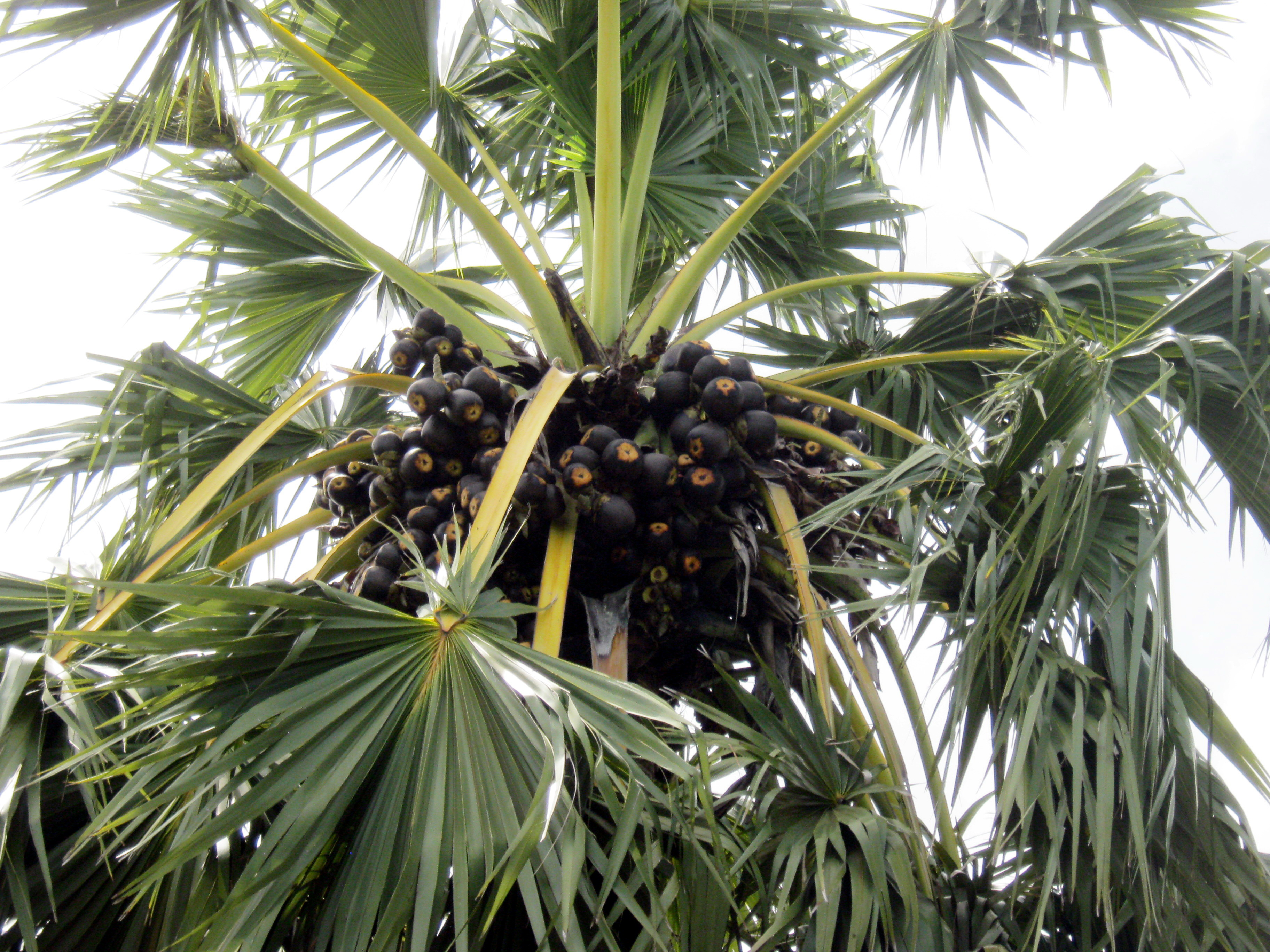
Cây thốt nốt được trồng nhiều ở Tri Tôn.